# Residencia Summers (Buffy the Vampire Slayer)
La Residencia Summers, situada en el 1630 de Revello Drive en la ciudad ficticia de Sunnydale, California, es la casa de Buffy Summers y su familia en la serie de televisión Buffy the Vampire Slayer.

## Historia
Buffy Summers y su madre, Joyce, se mudan al 1630 de Revello Drive, Sunnydale, California, desde Los Ángeles, tras la expulsión de Buffy del Instituto Hemery por haber quemado el gimnasio de la escuela en una lucha contra los vampiros locales. Los amigos de Buffy, Xander Harris y Willow Rosenberg, son visitantes frecuentes de la residencia Summers, así como su amiga/enemiga y también cazadora, Faith Lehane, y las parejas de Buffy, Ángel, Riley y Spike.  La compañera de clase de Buffy, Cordelia Chase también es visitante ocasional, así como el vigilante de Buffy, Rupert Giles.
En la quinta temporada, la hermana de Buffy, Dawn se une a Buffy y a su madre como residente en la casa. Después de la muerte de Joyce, los ocupantes de la vivienda son Buffy, Dawn, Willow, Tara, Xander, Giles, Anya, Amy Madison (mientras está en forma de rata y brevemente después de volver a su estado de humana), Spike, el villano reformado Andrew Wells, y varias Cazadoras potenciales, aunque no todos al mismo tiempo. La casa es su sede en la guerra contra el Primer Mal.

## Detrás de las escenas
La casa real que fue utilizada para los exteriores de la casa ficticia de Buffy, es una auténtica vivienda ubicada en una estrecha calle suburbana en Torrance, California — tres bloques al norte del Instituto Torrance, el cual fue usado para dar vida al Instituto Sunnydale.  Fue también utilizado para algunas escenas de interiores durante la primera temporada. Aun así, según Marti Noxon en un comentario de DVD, después de la escena de la explosión del final de la tercera temporada, Graduation Day, tras despertar a residentes, romper ventanas, y activar alarmas automovilísticas, la ciudad de Torrance rechazó dejar grabar al equipo de Buffy allí. Como resultado, los planos exteriores de la parte delantera de la casa rara vez se vuelven a utilizar.